# Пиримкулов, Туйте
Туйте Пиримкулов (каз. Түйте Пірімқұлов, 1914 год-1969 год, аул Жалпактобе, Туркестанский край, Российская империя —  	1969) — колхозник, председатель колхоза «Октябрь», Герой Социалистического Труда (1948).

## Биография
Происходит из рода Шымыр племени дулат. Родился в 1914 году в ауле Жалпактобе (сегодня — Жамбылский район, Жамбылская область, Казахстан). Трудовую деятельность начал водителем в колхозе «Кызыл-Кайнар». В 1936 году закончил учительские курсы в Джамбуле. С этого же года стал работать учителем в колхозе «Октябрь» Джамбулской области. В 1944 году его назначили председателем колхоза «Октябрь».
В 1945 году колхоз «Октябрь» под руководством Туйте Пиримкулова собрал по 350 центнеров сахарной свеклы на участке площадью 100 гектаров вместо запланированных 180 центнеров. В 1946 году было собрано по 463 центнера сахарной свеклы. В 1947 году колхоз сдал государству сахарной свеклы по 552 центнера с каждого гектара колхозных земель. За эффективное руководство колхозом «Октябрь» Туйте Пиримкулов был удостоен в 1948 году звания Героя Социалистического Труда.

## Награды
- Герой Социалистического Труда (1948);
- Орден Ленина (1948);
- Орден «Знак Почёта» (1947);
- Медаль «За доблестный труд в Великой Отечественной войне 1941—1945 гг.».